# سبلاش (برنامج تلفزيوني)
سبلاش برنامج تلفزيون الواقع ترفيهي يقوم خلال حلقاته نخبة من المشاهير بالتنافس في فن الغطس في مسبح كبير.
البرنامج هو النسخة العربية اللبنانية من البرنامج الهولندي "Celebrity Splash" الذي يعرض حاليا في العديد من دول العالم، ويحظى بنجاحا كبيرا.
بدأ البرنامج في 19 أيار 2013؛ ويعرض على قناة أل بي سي ويقدمه كلا من الأعلامية رولا بهنام و المقدم المصري أيمن قيسوني. ويتم تسجيل حلقات البرنامج في مسبح مجمع الجامعة اللبنانية، ذو المقاسات الأولمبية، في منطقة الحدث في بيروت. لا توجد جائزة نقدية للفائز، فقط جائزة رمزية تقديرا لمشاركته.

## فكرة البرنامج
ويعتمد البرنامج على السباق بين الفنانين والمشاهير اللبنانيين، من ميادين متعددة في القفز المائي، الغطس والسباحة، برفقة فرقة عالمية متخصصة في الألعاب المائية والعروض، من على ارتفاعات متفاوتة، تتراوح ما بين الـ3 والـ7 والـ10 أمتار.
يصل إلى مرحلة التصفيات النهائية أربعة منهم يتم اختيار واحد بينهم ليكون صاحب اللقب. الفائز في البرنامج يتم اختياره وفقا لعلامات لجنة الحكم المتخصصة بالمجال وتصويت الجمهور. لجنة التحكيم في البرنامج مؤلفة من:
- ساندرين عطا الله؛
- إيلي سعد؛
- تودور سباسوف؛

## المشتركين والحلقات
| الفنان         | العمل                     | التبرع لصالح                                           | الأرباح      | الوضع في السباق                           |
| -------------- | ------------------------- | ------------------------------------------------------ | ------------ | ----------------------------------------- |
| نادين الراسي   | ممثلة                     | الصليب الأحمر اللبناني لشراء آلة سمع لطفلة عمرها سنتان | 50.000 دولار | المركز الأول(17 كانون الأول 2010)         |
| أمير كرارة     | ممثل                      | الصليب الأحمر اللبناني لشراء آلة سمع لطفلة عمرها سنتان | 50.000 دولار | المركز الثاني(خرج في 17 كانون الأول 2010) |
| أنطوانيت عقيقي | ممثلة                     | الصليب الأحمر اللبناني لشراء آلة سمع لطفلة عمرها سنتان | 50.000 دولار | المركز الرابع(خرجوا في 30 حزيران 2013)    |
| أرزة شدياق     | مقدمة برامج               | الصليب الأحمر اللبناني لشراء آلة سمع لطفلة عمرها سنتان | 50.000 دولار |                                           |
| وجيه صقر       | ممثل                      | الصليب الأحمر اللبناني لشراء آلة سمع لطفلة عمرها سنتان | 50.000 دولار | المركز الرابع(خرجوا في 23 حزيران 2013)    |
| نيللي مقدسي    | مطربة وكاتبة أغاني ومنتجة | الصليب الأحمر اللبناني لشراء آلة سمع لطفلة عمرها سنتان | 50.000 دولار |                                           |
| رودولف هلال    | مذيع ومقدم برامج          | الصليب الأحمر اللبناني لشراء آلة سمع لطفلة عمرها سنتان | 50.000 دولار | المركز الخامس(خرج في 16 حزيران 2013)      |
| ناصر أبو لافي  | مغني راب                  | الصليب الأحمر اللبناني لشراء آلة سمع لطفلة عمرها سنتان | 50.000 دولار | المركز السادس(خرج في 09 حزيران 2013)      |
| لوريت حنينو    | ممثلة                     | الصليب الأحمر اللبناني لشراء آلة سمع لطفلة عمرها سنتان | 50.000 دولار | المركز السابع(خرجت في 02 حزيران 2013)     |
| كاتيا كعدي     | ممثلة وإعلامية            | الصليب الأحمر اللبناني لشراء آلة سمع لطفلة عمرها سنتان | 50.000 دولار | المركز الثامن(خرجت في 26 أيار 2013)       |

| - أنطوانيت عقيقي، ممثلة. - أرزة شدياق، مقدمة برامج. - نانسي أفيوني، عارضة أزياء ومقدمة برامج. - لوريت حنينو، ممثلة. - كاتيا كعدي، ممثلة وإعلامية. - نيللي مقدسي، مطربة وكاتبة أغاني ومنتجة. - نيكول طعمه، ممثلة. - ريتا حايك، ممثلة. | - إيلي مسعد، فنان. - ناصر أبو لافي، مغنّي راب. - رودولف هلال، مذيع ومقدم برامج. - صلاح تيزاني، ممثل كوميدي. - وجيه صقر، ممثل. - سيلفيو شيحا، بطل لبنان في التزلج المائي. - سيفاغ ديميرجيان، بطل لبنان في لعبة الكرة المائي. |

## وصلات خارجية
- الصفحة الرسمية على موقع الال بي سي